# Rascwiet (Kraj Krasnodarski)
Rascwiet (ros. Расцвет) – osiedle w Rosji, w Kraju Krasnodarskim, w rejonie kawkazskim. W 2010 liczyło 368 mieszkańców.